# Pleasant Bay
Pleasant Bay (en écossais : Am Bàgh Toilichte) est une communauté de la côte ouest de l'île du Cap Breton, dans le comté d'Inverness en Nouvelle-Écosse. La communauté est située sur la piste Cabot, à 141 kilomètres de Port Hawkesbury. La circonscription électorale fédérale est Sydney—Victoria.

## Géographie

### Situation
Pleasant Bay est situé au bord du golfe du Saint-Laurent dans le parc national des Hautes-Terres-du-Cap-Breton. Il comprend aussi le hameau de Red River.

## Communications
- Le code postal est B0E 2P0.
- Le Commutateur téléphonique est 902-224.

## Démographie
- Population totale : 258
- Maisons : 133

## Galerie

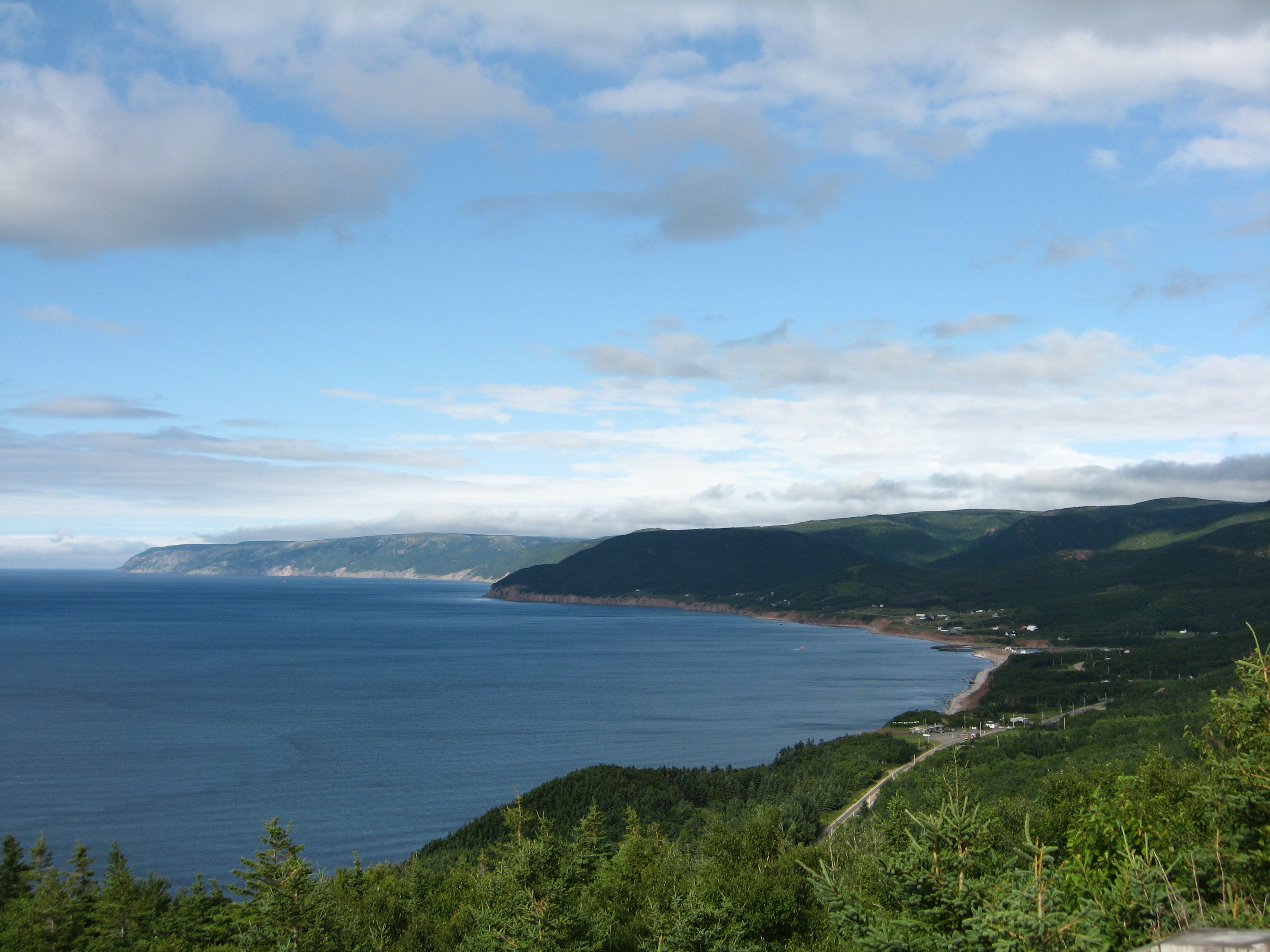
Pleasant Bay vue de la piste Cabot